# Lindernia kinmenensis
Lindernia kinmenensis är en tvåhjärtbladig växtart som beskrevs av Y.S.Liang, Chih H.Chen och J.L.Tsai. Lindernia kinmenensis ingår i släktet Lindernia och familjen Linderniaceae. Inga underarter finns listade i Catalogue of Life.